# جاكي شيب
جاكي شيب (بالإنجليزية: Jackie Shipp)‏ هو لاعب كرة قدم أمريكية أمريكي، ولد في 17 مارس 1962 في موسكوجي في الولايات المتحدة.

## وصلات خارجية
- جاكي شيب على موقع مرجع كرة القدم المحترفة.كوم (الإنجليزية)